# Botchan
Botchan (坊っちゃん?) es la segunda de las quince novelas escritas por el escritor japonés Natsume Sōseki (1867-1916). Se publicó por primera vez en 1906 en una revista llamada Hototogisu (ホトトギス?) y posteriormente los derechos de publicación fueron adquiridos por la editorial Shunyodo. Desde el momento de su publicación tuvo una enorme popularidad y se convirtió luego en uno de los libros más leídos del período Meiji (1868-1912).
La novela está ambientada en una escuela secundaria en Matsuyama, la actual escuela secundaria Matsuyama Higashi de la prefectura de Ehime. Se basa en la experiencia que tuvo el propio autor como docente y narra las aventuras de un profesor con claro carácter "edokko" (江戸っ子?) o propio de la ciudad de Tokio, que choca fuertemente con el de la gente de provincias con las que convive. Es una de las obras más representativas del período inicial de Sōseki, así como también una de las obras más famosas y leídas en Japón en los últimos cien años, especialmente entre los jóvenes y estudiantes.
La palabra japonesa botchan (坊っちゃん) se utiliza para referirse a un señorito o niño mimado, y en este caso así es como uno de los personajes de la novela se refiere al protagonista del que, como sucede en otras obras de Sōseki como Kokoro o Kusamakura (Almohada de hierba), no se sabe su nombre.

## Contexto
En la época en que Soseki escribió Botchan, Japón se encontraba inmerso en un proceso de occidentalización que se aceleraba rápidamente, de modo que los valores tradicionales japoneses y su forma de vida estaban desapareciendo, especialmente en las grandes ciudades como Tokio. El propio Soseki había pasado tres años en Londres como estudiante de literatura inglesa. En sus trabajos posteriores, Soseki parece dar a entender que el antagonista camisa roja representa al autor mismo: un intelectual elitista que tiene una comprensión superficial de la cultura europea, en desacuerdo con los valores y la moral japoneses.

## Argumento
Botchan (joven maestro) es el narrador en primera persona de la novela. Crece en Tokio como un joven imprudente y revoltoso. En el capítulo inicial se lastima saltando desde el segundo piso de su escuela primaria, pelea con el chico de al lado y pisotea el huerto de zanahorias de un vecino luchando (estilo sumo) en la paja que cubre las plántulas. Sus padres prefieren a su hermano mayor, que es tranquilo y estudioso. Botchan tampoco está bien considerado en el vecindario, ya que tiene la reputación de ser el matón local. Kiyo, la sirvienta anciana de la familia, es la única que encuentra algo redentor en el carácter de Botchan.

Seis años después de la muerte de su madre, cuando Botchan está terminando la escuela secundaria, su padre enferma y fallece. Su hermano mayor vende los escasos bienes familiares y le proporciona a Botchan 600 yenes antes de irse para comenzar su propia vida. Botchan usa este dinero para estudiar física durante tres años en la Escuela de Ciencias, la actual Universidad de Ciencias de Tokio. Justo después de graduarse, acepta un trabajo como profesor de matemáticas en la escuela secundaria en Matsuyama en la isla de Shikoku, por cuarenta yenes al mes.

Natsume Sōseki en 1912.

Su trabajo en Matsuyama resulta ser corto pero lleno de acontecimientos. Su arrogancia y temperamento rápido llevan inmediatamente a enfrentamientos con los estudiantes y el personal de la escuela. Allí, una vez conoce a sus compañeros de trabajo, decide darle un apodo a cada uno: al director lo llama "Tanuki" (Mapache, por la asociación en Japón de los mapaches y la gente locuaz), al jefe de estudio lo apoda "Akashatsu" (Camisarroja, por la camisa roja que siempre lleva), al profesor de arte "Nodaiko" (Bufón, pues le considera un payaso), al profesor de literatura china "Uranari" (Calabaza, por su aspecto verdoso) y al profesor encargado de matemáticas "Yamaarashi" (Puercoespín, por su pelo afeitado).
La novela gira en torno a las dificultades de Botchan para dar clase debido a la hostilidad de sus alumnos (que le ponen motes aun sabiendo que es novato y se ríen de su gusto por la tempura), la mala relación con sus compañeros y sus problemas para adaptarse a la vida en una pequeña ciudad muy diferente al Tokio del que proviene, sin contar con la protección de Kiyo, con la que se mantiene en contacto mediante cartas. Estas hostilidades a las que se enfrenta el protagonista son, en realidad, un reflejo de la misma experiencia que vivió el propio Sōseki en su primer año como profesor, también fuera de su Tokio natal.

## Personajes principales
- Botchan (joven maestro): el narrador en primera persona de la novela. Nacido y criado en Tokio, está tremendamente orgulloso de su pedigrí Edokko (natural de Tokio). Se graduó de la Academia en Física de Tokio (actualmente Universidad de Ciencias de Tokio) y acepta un trabajo como profesor de matemáticas en la escuela secundaria en Matsuyama, en la isla de Shikoku. Botchan es imprudente, irascible, arrogante e intolerante, y muchas de sus tribulaciones son, al menos parcialmente, autoinfligidas. Sin embargo, también alberga una fe inquebrantable en la honestidad y la integridad y, al final, siempre hace un esfuerzo sincero por hacer lo correcto. Esta fuerte base moral es su característica definitoria.
- Kiyo (puro): la vieja sirvienta de la familia de Botchan en Tokio. Ella es una aristócrata venida a menos, lidiando heroicamente con lo que la vida le ha traído. ve a través del exterior duro de Botchan y lo admira por su honestidad e integridad. A lo largo de la novela, actúa como la figura materna de Botchan y su brújula moral.
- Uranari (calabaza verde): Apodado así por su rostro regordete y tez pálida. Su verdadero nombre es Koga y es el profesor de inglés de la escuela secundaria. Uranari es un caballero muy melancólico, pero refinado. Es humilde y modesto en extremo, pero su compromiso concertado con la belleza local (Madonna) lo pone en el ojo del huracán mientras se desarrolla una rivalidad celosa.
- Yamaarashi (puerco espín): Su nombre real es Hotta, y es el maestro principal de matemáticas de la escuela secundaria. es oriundo de Aizu. Tiene una fuerte presencia física y una voz retumbante. Se ve a sí mismo como un defensor de la justicia y no rehúye la confrontación. Al igual que Botchan, tiene un temperamento rápido y, a veces, actúa antes de pensar.
- Akashatsu (camisa roja) apodado así porque siempre usa una camisa de franela roja, incluso cuando hace calor (afirma que el color rojo alivia los efectos de una enfermedad). No se da su nombre real. Es el jefe de estudios de la escuela secundaria y el único miembro del personal con un doctorado (en literatura). Habla elocuentemente con una voz suave y afectada, presentándose como un erudito sofisticado. Pone su mirada en la prometida de Uranari (Madonna), y su plan para usurparla crea el conflicto central de la novela.
- Nodaiko (rábano de campo): Su verdadero nombre es Yoshikawa, y es el maestro de arte de la escuela secundaria. Nodaiko es el obsequioso compañero de camisa roja y un entusiasta cohorte en sus planes. Nodaiko es el personaje que Botchan tiene en mayor desprecio, y chocan con frecuencia.
- Tanuki (perro mapache japonés): No se da su nombre real. Es el director de la escuela secundaria y una especie de pseudointelectual. Se enorgullece de su comportamiento profesional y su adherencia al protocolo, pero a menudo interpreta el papel de un títere que es manipulado entre bastidores por camisa roja.

## Personajes secundarios
- Hermano mayor de Botchan: No se da su nombre. Es estudioso, de tez pálida y algo afeminado. Es el favorito de sus padres y no se lleva bien con Botchan. Este hermano mayor tiene ventaja sobre Botchan en la discusión y en el shogi (ajedrez japonés), pero siempre resulta perdedor en sus peleas debido a su debilidad física. Como hermano mayor, toma posesión de la casa a la muerte de su padre. Sin embargo, trata a Botchan decentemente al darle suficiente capital para financiar su educación.
- Ikagin: primer casero de Botchan en Matsuyama. Se sirve libremente el té de Botchan mientras trata de venderle insistentemente antigüedades y curiosidades. Cuando Botchan rechaza sus intentos de venta, lo expulsa de su pensión con falsos pretextos.
- Madonna: apodo utilizado por el personal de la escuela secundaria para referirse a la señorita Toyama. Ella es la belleza local que está comprometida con Uranari por un acuerdo previo pero codiciada por camisa roja. Ella es voluble y cambia su afecto hacia camisa roja a medida que el estatus de la familia de Uranari declina.

## Traducciones y adaptaciones
Hay tres traducciones al español: la de Jesús González Valles (Sociedad Latinoamericana, Tokio, 1969), la de Fernando Rodríguez Izquierdo (Luna Books, Tokio, 1996) y la de José Pazó Espinosa (Editorial Impedimenta, 2008), traducida con la colaboración de la Japan Foundation de Madrid y galardonada con el Premio Llibreter de Cataluña al mejor libro del año.
También hay una adaptación de la novela en el anime de 1986 Animated Classics of Japanese Literature (住友生命 青春アニメ全集), así como una película de 1953 dirigida por Seiyi Maruyama con Ryô Ikebe en el papel principal.